# 讹罗绍甫
讹罗绍甫，西夏大臣，党项族，殿前太尉讹罗绍先之弟。
讹罗绍甫官至殿前马步军太尉。夏仁宗乾祐三年（1172年）四月，讹罗绍甫与枢密直学士吕子温、匦匣使芭里直信赴金朝贺金世宗上尊号。乾祐六年（1175年）十二月，官至兴庆尹。与翰林学士王师信赴金朝谢横赐。